# Sandusky (Michigan)
Sandusky település az Amerikai Egyesült Államok Michigan államában, Sanilac megyében, melynek megyeszékhelye is. Lakosainak száma 2709 fő (2020. április 1.).

## Népesség
A település népességének változása:

| 2010 | 2 679 |
| 2020 | 2 709 |